# King Cove
King Cove est une localité d'Alaska aux États-Unis dans le Borough des Aléoutiennes orientales dont la population était de 807 habitants en 2007.

## Situation - climat
Elle est située sur le versant pacifique de la péninsule d'Alaska, à 29 km au sud-est de Cold Bay et à 1 006 km d'Anchorage.
Les températures vont de 13 °C en été à −4 °C en hiver.

## Histoire - activités
King Cove a été fondée en 1911 pour héberger des installations de conserveries de poissons laquelle a fonctionné sans interruption de 1911 à 1976 où elle a été détruite par un incendie.
Actuellement, ce sont toujours les activités liées à la pêche commerciale qui sont à la base de l'économie du village, lequel est relié au reste de l'état par son aérodrome (piste en terre battue, liaison avec Cold Bay) ou par mer.

## Démographie
| 1940 | 1950 | 1960 | 1970 | 1980 | 1990 | 2000 | 2010 |
| ---- | ---- | ---- | ---- | ---- | ---- | ---- | ---- |
| 135  | 162  | 290  | 283  | 460  | 451  | 792  | 938  |

## Sources et références
- (en) CIS

- (en) Cet article est partiellement ou en totalité issu de l’article de Wikipédia en anglais intitulé « King Cove, Alaska » (voir la liste des auteurs).

1. ↑  « Statistiques des États-Unis - Alaska - Profils des communautés de 2010 » (consulté en novembre 2020)